# John Pescatore
John Anthony Pescatore (født 2. februar 1964 i Cocoa Beach, Florida, USA) er en amerikansk tidligere roer.
Pescatore vandt en bronzemedalje i discplinen otter ved OL 1988 i Seoul, sammen med Jonathan Smith, Mike Teti, Ted Patton, Jack Rusher, Jeffrey McLaughlin, Doug Burden, Peter Nordell og styrmand Seth Bauer. I finalen blev amerikanerne kun besejret af guldvinderne fra Vesttyskland og af sølvvinderne fra Sovjetunionen.
Pescatore vandt desuden en VM-guldmedalje i otter ved VM 1987 i København.

## OL-medaljer
- 1988:  Bronze i otter